# Record austriaci del nuoto
I record austriaci del nuoto sono i tempi più veloci mai nuotati in una competizione, da un nuotatore o una staffetta di nuotatori che rappresenta l'Austria.
I record vengono suddivisi per tipologia di piscina (vasca lunga 50 m e vasca corta 25 m), sesso (maschili e femminili), stile di nuoto (stile libero, dorso, rana, farfalla, misti), e distanza da 50 m a 1500 m per lo stile libero, da 50 m a 200 m per dorso, rana e farfalla, da 100 m (solo in vasca corta) a 400 m nei misti.
(Dati aggiornati al 6 agosto 2025)

## Vasca lunga (50m)

### Uomini
| Gara                     | Tempo    | +  | Atleta                                                                                          | Data             | Evento                      | Luogo                  | Ref    |
| ------------------------ | -------- | -- | ----------------------------------------------------------------------------------------------- | ---------------- | --------------------------- | ---------------------- | ------ |
| Stile libero             |          |    |                                                                                                 |                  |                             |                        |        |
| 50 m                     | 22"05    | sp | Heiko Gigler                                                                                    | 22 maggio 2021   | Campionati europei          | Budapest, Ungheria     | [ 1 ]  |
| 100 m                    | 48"36    | r  | Heiko Gigler                                                                                    | 18 aprile 2024   | Graz Trophy                 | Graz, Austria          | [ 2 ]  |
| 200 m                    | 1'45"11  |    | Felix Auböck                                                                                    | 20 giugno 2022   | Campionati mondiali         | Budapest, Ungheria     | [ 3 ]  |
| 400 m                    | 3'43"24  |    | Felix Auböck                                                                                    | 23 giugno 2024   | Campionati europei          | Belgrado, Serbia       | [ 4 ]  |
| 800 m                    | 7'38"12  |    | Felix Auböck                                                                                    | 12 aprile 2022   | Open di Stoccolma           | Stoccolma, Svezia      | [ 5 ]  |
| 1500 m                   | 14'51"88 | b  | Felix Auböck                                                                                    | 30 luglio 2021   | Giochi Olimpici             | Tokyo, Giappone        | [ 6 ]  |
| Dorso                    |          |    |                                                                                                 |                  |                             |                        |        |
| 50 m                     | 25"00    |    | Bernhard Reitshammer                                                                            | 26 aprile 2019   | Graz Trophy                 | Graz, Austria          | [ 7 ]  |
| 100 m                    | 53"33    | sf | Markus Rogan                                                                                    | 5 luglio 2009    | Universiade                 | Belgrado, Serbia       | [ 8 ]  |
| 200 m                    | 1'55"49  |    | Markus Rogan                                                                                    | 15 agosto 2008   | Giochi Olimpici             | Pechino, Cina          | [ 9 ]  |
| Rana                     |          |    |                                                                                                 |                  |                             |                        |        |
| 50 m                     | 26"72    |    | Luka Mladenovic                                                                                 | 26 giugno 2025   | Campionati europei under 23 | Šamorín, Slovacchia    | [ 10 ] |
| 100 m                    | 59"54    |    | Valentin Bayer                                                                                  | 12 agosto 2022   | Campionati europei          | Roma, Italia           | [ 11 ] |
| 200 m                    | 2'09"88  |    | Christopher Rothbauer                                                                           | 28 febbraio 2020 | Open di Berlino             | Berlino, Germania      | [ 12 ] |
| Farfalla                 |          |    |                                                                                                 |                  |                             |                        |        |
| 50 m                     | 22"95    | sf | Simon Bucher                                                                                    | 27 luglio 2025   | Campionati mondiali         | Singapore, Singapore   | [ 13 ] |
| 100 m                    | 50"88    | sf | Simon Bucher                                                                                    | 1º agosto 2025   | Campionati mondiali         | Singapore, Singapore   | [ 14 ] |
| 200 m                    | 1'54"17  |    | Martin Espernberger                                                                             | 31 luglio 2024   | Giochi Olimpici             | Parigi, Francia        | [ 15 ] |
| Misti                    |          |    |                                                                                                 |                  |                             |                        |        |
| 200 m                    | 1'57"74  | sf | Markus Rogan                                                                                    | 27 luglio 2011   | Campionati mondiali         | Shanghai, Cina         | [ 16 ] |
| 400 m                    | 4'15"23  |    | Patrick Staber                                                                                  | 14 aprile 2018   | Swim Cup Eindhoven          | Eindhoven, Paesi Bassi | [ 17 ] |
| Staffette a stile libero |          |    |                                                                                                 |                  |                             |                        |        |
| 4x100 m                  | 3'18"03  | b  | Heiko Gigler (48"52) Leon Opatril (49"85) Lukas Edl (50"10) Alexander Trampitsch (49"56)        | 20 giugno 2024   | Campionati europei          | Belgrado, Serbia       | [ 18 ] |
| 4x200 m                  | 7'11"45  | b  | Dominik Koll (1'47"72) David Brandl (1'46"45) Florian Janistyn (1'50"48) Markus Rogan (1'46"80) | 12 agosto 2008   | Giochi Olimpici             | Pechino, Cina          |        |
| Staffetta mista          |          |    |                                                                                                 |                  |                             |                        |        |
| 4x100 m                  | 3'32"80  |    | Bernhard Reitshammer (54"38) Valentin Bayer (59"73) Simon Bucher (51"04) Heiko Gigler (47"65)   | 25 giugno 2022   | Campionati mondiali         | Budapest, Ungheria     | [ 19 ] |

Legenda:  - Record del mondo;  - Record europeo;

Record non ottenuti in finale: (b) - batteria; (sf) - semifinale; (s) - staffetta prima frazione; (sp) - spareggio.

### Donne
| Gara                     | Tempo    | +  | Atleta                                                                                             | Data             | Evento                     | Luogo                  | Ref    |
| ------------------------ | -------- | -- | -------------------------------------------------------------------------------------------------- | ---------------- | -------------------------- | ---------------------- | ------ |
| Stile libero             |          |    | |                  |                            |                        |        |
| 50 m                     | 25"17    |    | Birgit Koschischek                                                                                 | 10 luglio 2015   | Universiade                | Gwangju, Corea del Sud | [ 20 ] |
| 100 m                    | 54"41    | r  | Iris Julia Berger                                                                                  | 11 luglio 2025   | Campionati danesi          | Aarhus, Danimarca      | [ 21 ] |
| 200 m                    | 1'58"08  |    | Iris Julia Berger                                                                                  | 11 luglio 2025   | Campionati danesi          | Aarhus, Danimarca      | [ 22 ] |
| 400 m                    | 4'08"37  | b  | Marlene Kahler                                                                                     | 25 luglio 2021   | Giochi olimpici            | Tokyo, Giappone        | [ 23 ] |
| 800 m                    | 8'32"51  |    | Marlene Kahler                                                                                     | 29 febbraio 2020 | Open di Berlino            | Berlino, Germania      | [ 24 ] |
| 1500 m                   | 16'20"05 | b  | Marlene Kahler                                                                                     | 26 luglio 2021   | Giochi olimpici            | Tokyo, Giappone        | [ 25 ] |
| Dorso                    |          |    | |                  |                            |                        |        |
| 50 m                     | 27"77    | sf | Caroline Pilhatsch                                                                                 | 24 luglio 2019   | Campionati mondiali        | Gwangju, Corea del Sud | [ 26 ] |
| 100 m                    | 1'01"07  | b  | Caroline Pilhatsch                                                                                 | 22 luglio 2019   | Campionati mondiali        | Gwangju, Corea del Sud | [ 27 ] |
| 200 m                    | 2'08"19  |    | Lena Grabowski                                                                                     | 23 maggio 2021   | Campionati europei         | Budapest, Ungheria     | [ 28 ] |
| Rana                     |          |    | |                  |                            |                        |        |
| 50 m                     | 31"32    | b  | Mirna Jukić                                                                                        | 1º agosto 2009   | Campionati mondiali        | Roma, Italia           | [ 29 ] |
| 100 m                    | 1'06"58  |    | Mirna Jukić                                                                                        | 27 luglio 2009   | Campionati mondiali        | Roma, Italia           | [ 30 ] |
| 200 m                    | 2'21"97  |    | Mirna Jukić                                                                                        | 31 luglio 2009   | Campionati mondiali        | Roma, Italia           | [ 31 ] |
| Farfalla                 |          |    | |                  |                            |                        |        |
| 50 m                     | 26"31    |    | Fabienne Nadarajah                                                                                 | 25 aprile 2009   | International Austria-Meet | Vienna, Austria        | [ 32 ] |
| 100 m                    | 58"52    | sf | Iris Julia Berger                                                                                  | 8 aprile 2025    | Open di Danimarca          | Copenhagen, Danimarca  | [ 33 ] |
| 200 m                    | 2'09"76  |    | Claudia Hufnagl                                                                                    | 21 dicembre 2019 | Open di Győr               | Győr, Ungheria         | [ 34 ] |
| Misti                    |          |    | |                  |                            |                        |        |
| 200 m                    | 2'12"09  |    | Lisa Zaiser                                                                                        | 6 aprile 2014    | Graz Trophy                | Graz, Austria          | [ 35 ] |
| 400 m                    | 4'41"33  | b  | Jördis Steinegger                                                                                  | 31 luglio 2011   | Campionati mondiali        | Shanghai, Cina         | [ 36 ] |
| Staffette a stile libero |          |    | |                  |                            |                        |        |
| 4x100 m                  | 3'41"99  |    | Iris Julia Berger (55"53) Cornelia Pammer (56"33) Marijana Jelic (55"66) Lena Kreundl (54"47)      | 19 giugno 2024   | Campionati europei         | Belgrado, Serbia       | [ 37 ] |
| 4x200 m                  | 8'05"23  | b  | Lisa Zaiser (2'00"69) Claudia Hufnagl (2'00"82) Jördis Steinegger (2'00"58) Lena Kreundl (2'03"14) | 6 agosto 2015    | Campionati mondiali        | Kazan', Russia         | [ 38 ] |
| Staffetta mista          |          |    | |                  |                            |                        |        |
| 4x100 m                  | 4'09"42  | b  | Uschi Halbreiner (1'02"25) Lena Kreundl (1'11"57) Birgit Koschischek (59"45) Lisa Zaiser (56"15)   | 22 maggio 2016   | Campionati europei         | Londra, Gran Bretagna  | [ 39 ] |

Legenda:  - Record del mondo;  - Record europeo;

Record non ottenuti in finale: (b) - batteria; (sf) - semifinale; (s) - staffetta prima frazione.

### Mista
| Gara                     | Tempo   | + | Atleta | Data           | Evento             | Luogo                | Ref    |
| ------------------------ | ------- | - | --- | -------------- | ------------------ | -------------------- | ------ |
| Staffetta a stile libero |         |   | |                |                    |                      |        |
| 4x100 m                  | 3'31"93 | b | Alexander Trampitsch (49"73) Bernhard Reitshammer (49"19) Lena Kreundl (56"02) Cornelia Pammer (56"99)      | 8 agosto 2018  | Campionati europei | Glasgow, Regno Unito | [ 40 ] |
| Staffetta mista          |         |   | |                |                    |                      |        |
| 4x100 m                  | 3'52"77 | b | Bernhard Reitshammer (55"10) Christopher Rothbauer (1'01"08) Lena Kreundl (1'00"71) Cornelia Pammer (55"88) | 20 maggio 2021 | Campionati europei | Budapest, Ungheria   | [ 41 ] |

Legenda:  - Record del mondo;  - Record europeo;

Record non ottenuti in finale: (b) - batteria; (sf) - semifinale; (s) - staffetta prima frazione.

## Vasca corta (25m)

### Uomini
| Gara                     | Tempo    | +  | Atleta                                                                                                   | Data              | Evento                         | Luogo                          | Ref    |
| ------------------------ | -------- | -- | --- | ----------------- | ------------------------------ | ------------------------------ | ------ |
| Stile libero             |          |    | |                   |                                |                                |        |
| 50 m                     | 21"06    | sf | Heiko Gigler                                                                                             | 14 dicembre 2024  | Campionati mondiali            | Budapest, Ungheria             | [ 42 ] |
| 100 m                    | 46"45    | b  | Heiko Gigler                                                                                             | 11 dicembre 2024  | Campionati mondiali            | Budapest, Ungheria             | [ 43 ] |
| 200 m                    | 1'43"35  |    | Felix Auböck                                                                                             | 2 novembre 2020   | International Swimming League  | Budapest, Ungheria             | [ 44 ] |
| 400 m                    | 3'35"90  |    | Felix Auböck                                                                                             | 16 dicembre 2021  | Campionati mondiali            | Abu Dhabi, Emirati Arabi Uniti | [ 45 ] |
| 800 m                    | 7'31"89  |    | Felix Auböck                                                                                             | 21 novembre 2020  | ISL Test Event                 | Budapest, Ungheria             | [ 46 ] |
| 1500 m                   | 14'52"90 | b  | Felix Auböck                                                                                             | 10 dicembre 2016  | Campionati mondiali            | Windsor, Canada                | [ 47 ] |
| Dorso                    |          |    | |                   |                                |                                |        |
| 50 m                     | 23"37    | r  | Simon Bucher                                                                                             | 1º dicembre 2024  | Campionati austriaci           | Graz, Austria                  | [ 48 ] |
| 100 m                    | 50"20    |    | Markus Rogan                                                                                             | 21 novembre 2009  | Coppa del Mondo                | Singapore                      | [ 49 ] |
| 200 m                    | 1'47"64  |    | Markus Rogan                                                                                             | 11 novembre 2009  | Coppa del Mondo                | Stoccolma, Svezia              | [ 50 ] |
| Rana                     |          |    | |                   |                                |                                |        |
| 50 m                     | 26"10    |    | Bernhard Reitshammer                                                                                     | 20 novembre 2021  | International Swimming League  | Eindhoven, Paesi Bassi         | [ 51 ] |
| 100 m                    | 56"80    |    | Bernhard Reitshammer                                                                                     | 21 novembre 2021  | International Swimming League  | Eindhoven, Paesi Bassi         | [ 52 ] |
| 200 m                    | 2'04"34  |    | Christopher Rothbauer                                                                                    | 19 settembre 2021 | International Swimming League  | Napoli, Italia                 | [ 53 ] |
| Farfalla                 |          |    | |                   |                                |                                |        |
| 50 m                     | 22"35    | sf | Simon Bucher                                                                                             | 13 dicembre 2022  | Campionati mondiali            | Melbourne, Australia           | [ 54 ] |
| 100 m                    | 49"02    |    | Simon Bucher                                                                                             | 29 novembre 2024  | Campionati austriaci           | Graz, Austria                  | [ 55 ] |
| 200 m                    | 1'50"32  |    | Dinko Jukić                                                                                              | 12 dicembre 2009  | Campionati europei             | Istanbul, Turchia              | [ 56 ] |
| Misti                    |          |    | |                   |                                |                                |        |
| 100 m                    | 51"11    |    | Bernhard Reitshammer                                                                                     | 13 dicembre 2024  | Campionati mondiali            | Budapest, Ungheria             | [ 57 ] |
| 200 m                    | 1'51"72  |    | Markus Rogan                                                                                             | 10 dicembre 2009  | Campionati europei             | Istanbul, Turchia              | [ 58 ] |
| 400 m                    | 4'03"01  |    | Dinko Jukić                                                                                              | 12 dicembre 2008  | Campionati europei             | Fiume, Croazia                 | [ 59 ] |
| Staffette a stile libero |          |    | |                   |                                |                                |        |
| 4x50 m                   | 1'25"48  |    | Heiko Gigler (21"42) Robin Gruenberger (21"17) Bernhard Reitshammer (21"54) Alexander Trampitsch (21"35) | 4 dicembre 2019   | Campionati europei             | Glasgow, Gran Bretagna         | [ 60 ] |
| 4x100 m                  | 3'15"31  |    | Alexander Trampitsch (48"71) Simon Bucher (48"75) Moritz Dittrich (49"70) Bernhard Reitshammer (48"15)   | 10 giugno 2023    | Campionati austriaci a squadre | Graz, Austria                  | [ 61 ] |
| 4x200 m                  | 7'02"70  | b  | David Brandl (1'45"42) Felix Auböck (1'43"90) Sebastian Steffan (1'46"03) Jakub Maly (1'47"35)           | 4 dicembre 2014   | Campionati mondiali            | Doha, Qatar                    | [ 62 ] |
| Staffette miste          |          |    | |                   |                                |                                |        |
| 4x50 m                   | 1'34"75  |    | Simon Bucher (23"67) Christopher Rothbauer (26"46) Heiko Gigler (22"97) Bernhard Reitshammer (21"65)     | 3 novembre 2021   | Campionati europei             | Kazan', Russia                 | [ 63 ] |
| 4x100 m                  | 3'27"99  | b  | Lukas Edl (51"92) Bernhard Reitshammer (57"56) Andreas Rizek (52"24) Heiko Gigler (46"27)                | 15 dicembre 2024  | Campionati mondiali            | Budapest, Ungheria             | [ 64 ] |

Legenda:  - Record del mondo;  - Record europeo;

Record non ottenuti in finale: (b) - batteria; (sf) - semifinale; (s) - staffetta prima frazione.

### Donne
| Gara                     | Tempo    | +  | Atleta                                                                                             | Data             | Evento               | Luogo                      | Ref    |
| ------------------------ | -------- | -- | -------------------------------------------------------------------------------------------------- | ---------------- | -------------------- | -------------------------- | ------ |
| Stile libero             |          |    | |                  |                      |                            |        |
| 50 m                     | 24"43    | b  | Birgit Koschischek                                                                                 | 4 dicembre 2015  | Campionati europei   | Natanya,, Israele          | [ 65 ] |
| 100 m                    | 53"35    | b  | Iris Julia Berger                                                                                  | 11 dicembre 2024 | Campionati mondiali  | Budapest, Ungheria         | [ 66 ] |
| 200 m                    | 1'54"44  |    | Lisa Zaiser                                                                                        | 31 agosto 2014   | Coppa del Mondo      | Dubai, Emirati Arabi Uniti | [ 67 ] |
| 400 m                    | 4'02"85  | b  | Jördis Steinegger                                                                                  | 13 dicembre 2008 | Campionati europei   | Fiume, Croazia             | [ 68 ] |
| 800 m                    | 8'20"03  |    | Jördis Steinegger                                                                                  | 12 dicembre 2008 | Campionati europei   | Fiume, Croazia             | [ 69 ] |
| 1500 m                   | 16'03"68 |    | Marlene Kahler                                                                                     | 19 ottobre 2019  | Plzeňské sprinty     | Plzeň, Repubblica Ceca     |        |
| Dorso                    |          |    | |                  |                      |                            |        |
| 50 m                     | 25"99    |    | Caroline Pilhatsch                                                                                 | 15 dicembre 2018 | Campionati mondiali  | Hangzhou, Cina             | [ 70 ] |
| 100 m                    | 58"26    |    | Iris Julia Berger                                                                                  | 30 novembre 2024 | Campionati austriaci | Graz, Austria              | [ 71 ] |
| 200 m                    | 2'04"74  |    | Lena Grabowski                                                                                     | 4 novembre 2021  | Campionati europei   | Kazan', Russia             | [ 72 ] |
| Rana                     |          |    | |                  |                      |                            |        |
| 50 m                     | 30"30    | sp | Cornelia Pammer                                                                                    | 4 dicembre 2019  | Campionati europei   | Glasgow, Gran Bretagna     | [ 73 ] |
| 100 m                    | 1'05"24  |    | Mirna Jukić                                                                                        | 21 dicembre 2008 | Campionati austriaci | Vienna, Austria            | [ 74 ] |
| 200 m                    | 2'19"23  |    | Mirna Jukić                                                                                        | 20 dicembre 2008 | Campionati austriaci | Vienna, Austria            | [ 75 ] |
| Farfalla                 |          |    | |                  |                      |                            |        |
| 50 m                     | 25"64    |    | Fabienne Nadarajah                                                                                 | 11 dicembre 2009 | Campionati europei   | Istanbul, Turchia          | [ 76 ] |
| 100 m                    | 56"38    | sf | Iris Julia Berger                                                                                  | 13 dicembre 2024 | Campionati mondiali  | Budapest, Ungheria         | [ 77 ] |
| 200 m                    | 2'06"76  | sp | Claudia Hufnagl                                                                                    | 6 dicembre 2019  | Campionati europei   | Glasgow, Gran Bretagna     | [ 78 ] |
| Misti                    |          |    | |                  |                      |                            |        |
| 100 m                    | 58"65    |    | Lena Kreundl                                                                                       | 7 dicembre 2023  | Campionati europei   | Otopeni, Romania           | [ 79 ] |
| 200 m                    | 2'06"89  |    | Lena Kreundl                                                                                       | 9 dicembre 2023  | Campionati europei   | Otopeni, Romania           | [ 80 ] |
| 400 m                    | 4'33"91  | b  | Jördis Steinegger                                                                                  | 11 dicembre 2011 | Campionati europei   | Stettino, Polonia          | [ 81 ] |
| Staffette a stile libero |          |    | |                  |                      |                            |        |
| 4x50 m                   | 1'39"30  |    | Nina Gangl (24"82) Cornelia Pammer (24"95) Lena Kreundl (24"81) Caroline Pilhatsch (24"72)         | 2 novembre 2021  | Campionati europei   | Kazan', Russia             | [ 82 ] |
| 4x100 m                  | 3'36"86  | b  | Lena Kreundl (54"34) Birgit Koschischek (53"75) Lisa Zaiser (54"18) Jördis Steinegger (54"59)      | 5 dicembre 2014  | Campionati mondiali  | Doha, Qatar                | [ 83 ] |
| 4x200 m                  | 7'54"70  | b  | Lisa Zaiser (1'56"54) Jördis Steinegger (1'57"86) Lena Kreundl (2'00"64) Claudia Hufnagl (1'59"66) | 3 dicembre 2014  | Campionati mondiali  | Doha, Qatar                | [ 84 ] |
| Staffette miste          |          |    | |                  |                      |                            |        |
| 4x50 m                   | 1'48"05  | b  | Caroline Pilhatsch (26"54) Cornelia Pammer (30"53) Lena Kreundl (26"44) Nina Gangl (24"54)         | 4 novembre 2021  | Campionati europei   | Kazan', Russia             | [ 85 ] |
| 4x100 m                  | 4'02"83  | b  | Caroline Pilhatsch (59"49) Cornelia Pammer (1'07"84) Lena Kreundl (1'00"21) Marlene Kahler (55"29) | 16 dicembre 2018 | Campionati mondiali  | Hangzhou, Cina             | [ 86 ] |

Legenda:  - Record del mondo;  - Record europeo;

Record non ottenuti in finale: (b) - batteria; (sf) - semifinale; (s) - staffetta prima frazione; (sp) - spareggio.

### Mista
| Gara                     | Tempo   | + | Atleta                                                                                            | Data             | Evento              | Luogo                  | Ref    |
| ------------------------ | ------- | - | ------------------------------------------------------------------------------------------------- | ---------------- | ------------------- | ---------------------- | ------ |
| Staffetta a stile libero |         |   |                                                                                                   |                  |                     |                        |        |
| 4x50 m                   | 1'32"28 |   | Heiko Gigler (21"51) Simon Bucher (21"51) Nina Gangl (24"48) Cornelia Pammer (24"78)              | 6 novembre 2021  | Campionati europei  | Glasgow, Gran Bretagna | [ 87 ] |
| Staffetta mista          |         |   |                                                                                                   |                  |                     |                        |        |
| 4x50 m                   | 1'39"71 | b | Caroline Pilhatsch (27"06) Bernhard Reitshammer (25"79) Simon Bucher (22"34) Lena Kreundl (24"52) | 14 dicembre 2022 | Campionati mondiali | Melbourne, Australia   | [ 88 ] |

Legenda:  - Record del mondo;  - Record europeo;

Record non ottenuti in finale: (b) - batteria; (sf) - semifinale; (s) - staffetta prima frazione.